# Traduzioni della Bibbia in spagnolo
- Bibbia Alfonsina, realizzata nel 1280 e dedicata al re di Castiglia Alfonso X (regno 1252-84). Il lavoro è svolto, con l'ausilio di diverse traduzioni parziali del XII-XIII sec., a partire dalla Vulgata ma con un occhio particolare ai testi ebraici, cosa facilitata dalla presenza nella penisola iberica di una florida comunità giudaica. L'ordine dei libri segue quello del Testo Masoretico e non della Vulgata, e i nomi propri seguono l'ebraico e non l'ordinaria versione latina.
- Bibbia di Alba, 1430, di Mosè Arragel, commissionata da Luis de Guzmán.
- 1420, AT del rabbino Salomón.
- 1478 (rev. 1794), si attribuisce la prima Bibbia stampata al domenicano Romeu de Sabruguera (con più certezza aveva tradotto il salterio in catalano).
- 1543, NT di Francisco de Enzinas.
- 1553 (rev. 1661), Bibbia di Ferrara, traduzione a calco dell'AT ebraico a cura di due ebrei spagnoli espulsi dalla penisola iberica, lo spagnolo Jerónimo de Vargas o Yom Tob Atias e il portoghese Duarte Pinel o Abraham Usque.
- 1556, NT di Juan Pérez de Pineda.
- 1567-9, Bibbia dell'orso (Biblia del Oso, dall'immagine di un orso riprodotta nel frontespizio), o Bibbia Reina-Valera. È la prima versione completa realizzata sulla base dei testi originali nonché la prima stampata. Il traduttore principale fu Casiodoro de Reina e fu pubblicata da Juan de Valdés a Basilea nel 1567-9. Fu poi revisionata da Cipriano de Valera nel 1602 (donde la denominazione Reina-Valera). Altre versioni: 1862, 1909, 1960, 1995.
- 1793, di Scío di San Miguel. Dalla Vulgata.
- 1825, di Petisco e Torres Amat, dalla Vulgata;
- 1893, Versión Moderna, del missionario presbiteriano Enrique B. Pratt.
- 1916, NT, versione ispano-americana.
- 1928 AT, 1992 intera Bibbia, traduzione dal greco della LXX e del NT a cura di Guillermo Jünemann.
- 1944, Nácar-Colunga, cattolica.
- 1947, Sagrada Biblia di José María Bover e Francisco Cantera Burgos, Madrid
- 1948, NT a cura di mons. Straubinger;
- 1963-7 (riv. 1984), Traducción del Nuevo Mundo, dei Testimoni di Geova, dalla versione inglese.
- 1964, Evaristo Martin Nieto;
- 1965, Serafin de Ausejo;
- 1966, Biblia de Jerusalén, in castigliano latinoamericano, curata da Santiagio García a partire dai testi originali seguendo i criteri della edizione francese.
- 1968, Biblia de Editorial Labor.
- 1971, Biblia Guadalupana, cattolica, col testo della versione di Torres Amat.
- 1972, Biblia Latinoamericana, a cura di Ramón Ricciardi e Bernardo Hurault.
- 1975 (2000, 2003), Sagrada Biblia, cattolica, dai testi originali, di F. Cantera e M. Iglesias.
- 1975, dell'editore Herder, a cura di Serafín de Ausejo
- 1976, Nueva Biblia Española, dai testi originali a cura di Luis Alonso Shöckel e Juan Mateos.
- 1978, traduzione interconfessionale.
- 1979, Dios Habla Hoy (DHH), a cura delle Società Bibliche Unite.
- 1979, La Biblia al Día, della Società Biblica Internazionale, in lingua corrente.
- 1980, Biblia el libro del pueblo de Dios, a cura di Armando Levoratti e A. B. Trusso.
- 1983, NT bilingue della Università di Navarra.
- 1986, Biblia de las Américas (BLA), della Fondazione Lockma.
- 1990-2002, AT interlineare ebraico-spagnolo in 4 vv. a cura dell'evangelico Cerni Ricardo.
- 1992, Biblia Casa de la Biblia, a cura di Santiago Guijarro e Miguel Salvador.
- 1993, Biblia del Peregrino, a cura di Alonso Schökel.
- 1994, NT "Ministerios Living Stream".
- 1999, Nueva Versión Internacional (NVI), edita da Luciano Jaramill.
- 2000, NT a cura di Pedro Ortiz, 2000, edizioni San Pablo.
- 2000 (2005), La Palabra de Dios para Todos (PDT).
- 2003, traduzione in linguaggio corrente delle Società Bibliche Unite.

Nel panorama cattolico italiano è facile identificare le versioni di riferimento per cattolici (Bibbia CEI) e protestanti (Diodati). Più variegata è la situazione per i paesi di lingua spagnola. Per i protestanti il riferimento comune è la Reina-Valera. Per i cattolici la scelta dipende dalle 7 autonome conferenze episcopali dei paesi di lingua spagnola. Per alcune diocesi la scelta è lasciata ai singoli vescovi.